# James Gist
James C. Gist III (Adana, Turquía, 26 de octubre de 1986) es un jugador de baloncesto estadounidense que milita en el  Prawira Harum Bandung de la IBL de Indonesia. Con 2,06 metros de estatura, juega en la posición de ala-pívot.

## Trayectoria deportiva

### Universidad
Jugó durante cuatro temporadas con los Terrapins de la Universidad de Maryland, en las que promedió 10,9 puntos, 6,0 rebotes y 1,8 tapones por partido. En su última temporada fue incluido en el segundo mejor quinteto de la Atlantic Coast Conference

### Profesional
Fue elegido en la quincuagésimo séptima posición del Draft de la NBA de 2008 por San Antonio Spurs. pero no llegó a firmar contrato con el conjunto tejano, fichando por el Angelico Biella de la liga italiana. Allí jugó una temporada, en la que promedió 12,5 puntos y 6,0 rebotes por partido.
Al año siguiente fichó por el Lokomotiv Kuban de la liga rusa, donde jugó además 3 partidos en la Eurochallenge, en los que promedió 8 puntos y 6 rebotes.
En 2010 ficha por el Partizan de la liga serbia, con los que gana la liga, la Copa de Serbia y la Liga del Adriático. Al año siguiente ficha por el Fenerbahçe Ülkerspor, pero tras dar positivo en un control antidopaje que se realizó tras un partido entre el Partizan y el Hemofarm en el que se le encontraron restos de cannabis, finalmente no jugó más con el equipo turco.

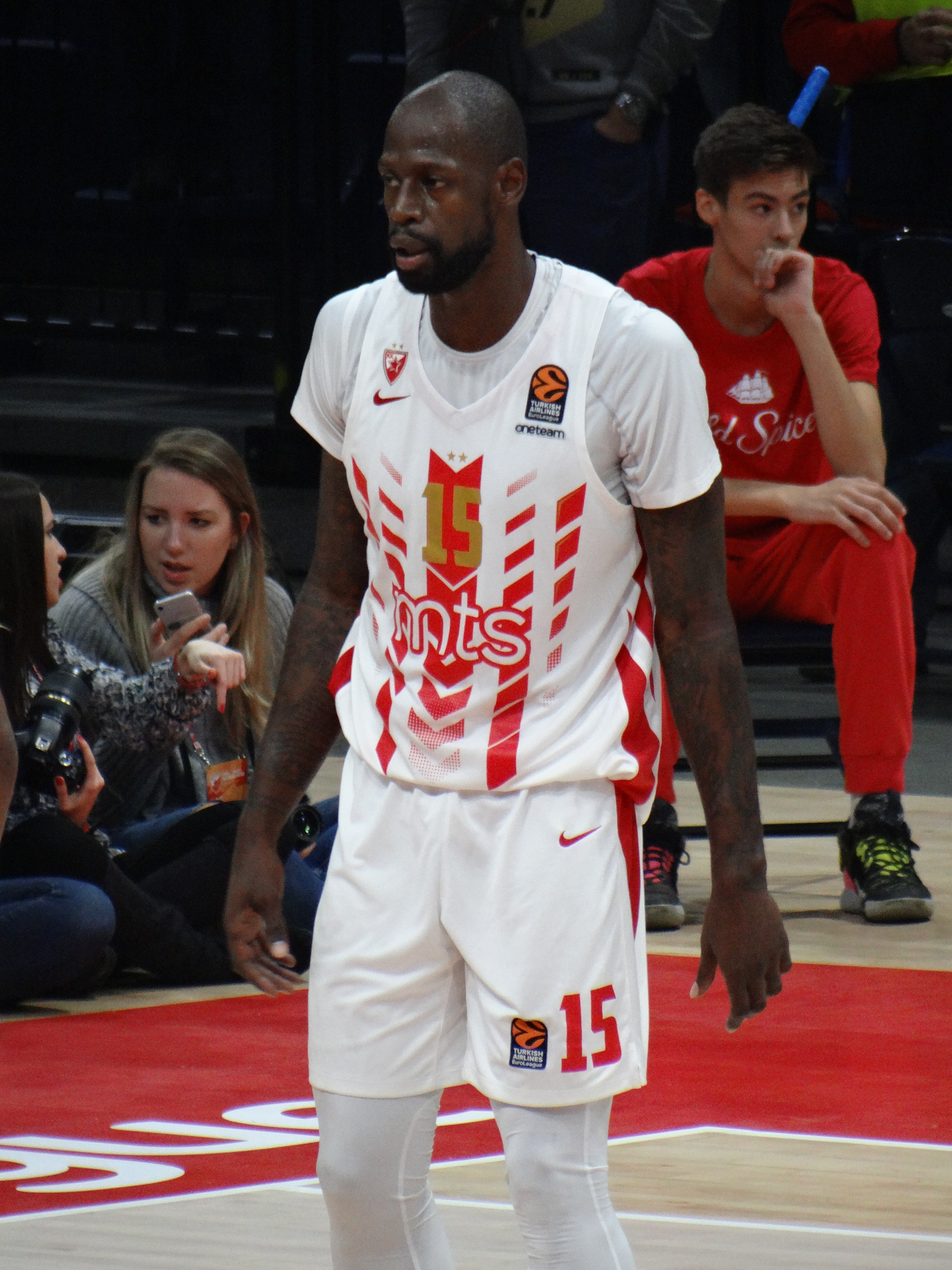
Gist con el Estrella Roja de Belgrado en 2019.

En verano de 2012 ficha por el Unicaja Málaga debido a una recision de contrato con el Fenerbahçe Ülkerspor.
En ese mismo año, y con la camisesta del conjunto malagueño, gana el concurso de mates de la ACB, imponiéndose a jugadores tales como el americano Marcus Slaughter (Real Madrid), el checo Tomáš Satoranský (Cajasol), el estadounidense Charles Garcia (Mad-Croc Fuenlabrada) o el ghanés Alhayi Mohammed ( Blancos de Rueda Valladolid )
Tras varios partidos con Unicaja, James Gist se fue al Panathinaikos en un trueque por el MVP de la Liga Endesa en la temporada 2011-12, Andy Panko.
Después de 7 temporadas en el Panathinaikos, en verano de 2019 ficha por el Estrella Roja de Belgrado.
El 3 de diciembre de 2020, firma por el Bayern de Múnich de la Basketball Bundesliga.
El 25 de septiembre de 2021 firmó con ASVEL de la LNB Pro A. El contrato se extendió hasta el final de la temporada el 15 de diciembre.
El 4 de noviembre de 2022 fichó por el Bahçeşehir Koleji de la Basketbol Süper Ligi turca.
El 10 de noviembre de 2023 fichó por el Peñarol de la Liga Uruguaya de Básquetbol y la Liga Sudamericana de Clubes, siendo designado reemplazo temporal de Malik Dime.

## Selección nacional
Gist jugó para la selección de baloncesto de los Estados Unidos en el torneo de baloncesto masculino de los Juegos Panamericanos de 2007, donde su equipo terminó en la quinta ubicación. 